# Louis-Édouard-François-Desiré Pie
Louis-Édouard-François-Desiré Pie (ur. 26 września 1815 w Pontgouin, zm. 18 maja 1880 w Angoulême) – francuski duchowny katolicki, kardynał, biskup Poitiers.

## Życiorys
Święcenia kapłańskie przyjął 25 maja 1839. 23 września 1849 został wybrany biskupem Poitiers. 25 listopada 1849 w Chartres przyjął sakrę z rąk biskupa Claude-Hippolyte'a Clausel de Montals'a (współkonsekratorami byli biskupi Pierre Parisis i Jean-Nicaise Gros). Uczestniczył w obradach Soboru Watykańskiego I. 12 maja 1879 Leon XIII wyniósł go do godności kardynalskiej z tytułem prezbitera S. Mariae de Victoria. 